# Mack Rides
Pour les articles homonymes, voir Mack.
Mack Rides est une société allemande de conception et de construction de montagnes russes. La famille fondatrice détient aussi le parc Europa-Park.

## Histoire
La création de la compagnie Mack remonte à 1780, fondée par Paul Mack. Elle était alors spécialisée dans la construction d'estrades et autres constructions mobiles à destination du milieu du spectacle et du divertissement, allant du cirque au transport d'orgue.
C'est en 1920 que la société commence à concevoir des montagnes russes à destination des fêtes foraines.
Le 12 juillet 1975, Franz Mack (ancien président directeur-général de Mack Rides) fonde, avec son fils Roland Mack, le parc Europa-Park qui leur sert de vitrine pour leurs différentes productions et sera inauguré par le ministre Dr Eberle. La mascotte est une souris se prénommant Euro-Maus en référence à leur attraction de prédilection : les Wild Mouse (« la Souris folle »).
Aujourd'hui[Depuis quand ?] l'usine Mack Rides est dirigée par Kurt Mack-Even, Christian von Elverfeldt et Michael Mack (fils de Roland Mack).

## Attractions développées
L'entreprise Mack Rides conçoit actuellement :
- dix sortes différentes de montagnes russes ;
- six sortes d'attractions aquatiques;
- deux sortes de systèmes de transport ;
- trois sortes d'attractions diverses ;
- trois sortes d'attractions intérieures.

## Sources
- Thoma, Willi (1988): Faszination Karussell- und Wagenbau: 200 Jahre Heinrich Mack Waldkirch. (Waldkircher Verlagsgesellschaft)

- (de) Cet article est partiellement ou en totalité issu de l’article de Wikipédia en allemand intitulé « Mack Rides » (voir la liste des auteurs).